# Фінал чотирьох Ліги націй УЄФА 2023
Фінал чотирьох Ліги націй УЄФА 2023 — фінальний турнір Ліги націй УЄФА сезону 2022–23, третього розіграшу міжнародного футбольного турніру серед усіх 55 чоловічих національних збірних УЄФА. Змагання відбулися у Нідерландах з 14 по 18 червня 2023, де за звання чемпіона змагалися чотири переможці груп Ліги A. Турнір складався з двох півфінальних матчів, матчу за третє місце та фіналу, який і визначив переможця Ліги націй УЄФА.
Збірна Франції — переможці попереднього розіграшу — посіла 3-є місце в своїй групі і не потрапила до цього розіграшу Фіналу чотирьох.

## Формат
Фінал чотирьох Ліги націй пройде у червня 2023. 
Фінал чотирьох Ліги націй пройде у форматі одноматчевих плей-оф та складається з двох півфінальних матчів, матчу за третє місце та фіналу. Півфінальні пари визначаються відкритим жеребкуванням. Усі матчі пройдуть з використанням системи визначення гола та системою відеоасистенту арбітра (VAR).
Якщо по закінченню основного часу рахунок залишається рівним:
- У матчах півфіналу та фіналу, команди грають 30 хвилин додаткового часу, під час якого кожній команді дозволяється провести шосту заміну гравця. Якщо по завершенню додаткового часу рахунок залишається нічийним, переможець визначається серією післяматчевих пенальті.
- У матчі за третє місце додатковий час не проводиться, а натомість по звершенні основного часу, за умови рівного рахунку, переможець визначається одразу серією пенальті. (Це нововведення після попереднього сезону, в якому додатковий час проводили й у матчі за 3-тє місце)

## Учасники
Чотири переможці груп Ліги A потрапили до Фіналу чотирьох.
| Група | Переможець             | Дата кваліфікації | Попередні участі1 | Найкращий результат1 | Рейтинг (вересень 2022) | Рейтинг ФІФА (травень 2023) |
| ----- | ---------------------- | ----------------- | ----------------- | -------------------- | ----------------------- | --------------------------- |
| A1    | Хорватія               | 25 вересня 2022   | 0 (вперше)        | —                    | 2                       |                             |
| A2    | Іспанія                | 27 вересня 2022   | 1 (2021)          | 2-е місце (2021)     | 3                       |                             |
| A3    | Італія                 | 26 вересня 2022   | 1 (2021)          | 3-е місце (2021)     | 4                       |                             |
| A4    | Нідерланди (господарі) | 25 вересня 2022   | 1 (2019)          | 2-е місце (2019)     | 1                       |                             |

1 Жирним відмічено турніри, в яких команда була переможцем. Курсивом відмічено турніри, в яких команда була господарем.

## Розклад
Фінал чотирьох Ліги націй заплановано на 14–18 червня 2023. Турнір пройде протягом п'яти днів, де півфінали пройдуть 14 та 15 червня, а матч за третє місце та фінал за три дні після півфіналів: 18 червня.

## Вибір господаря
Виконавчий комітет УЄФА обрав господаря турніру було по завершенню групового етапу. За звання господаря можуть змагатися лише команди з Ліги A та господарем може бути обраною лише одна з країн-учасників Фіналу чотирьох. Турнір проходить на двох стадіонах, кожен з яких має вміщувати мінімум 30 000 глядачів. Також бажано, щоб обидва стадіони були або в одному місті, або знаходилися на відстані не більше, ніж приблизно 150 км. УЄФА очікує, що більший зі стадіонів має приймати перший півфінал (за участі господаря) та фінал.
13 квітня 2022 року УЄФА оголосили, що Бельгія, Нідерланди, Польща та Уельс висловили бажання приймати фінальну частину турніру. Оскільки усі претенденти з групи 4, господарем має стати переможець групи, за умови, що заявка асоціація відповідає вимогам УЄФА. 25 вересня Нідерланди стали переможцями групи й були визнані господарем, після формального затвердження Виконавчим комітетом УЄФА 29 листопада 2023.

## Стадіони
Де Кейп у Роттердамі та Гролс Весте у Енсхеде були затверджені 29 листопада 2022 як стадіони проведення турніру. Де Кейп у Роттердамі та Гролс Весте у Енсхеде були затверджені 29 листопада 2022 як стадіони проведення турніру. Інші потенційні стадіони, як Йоган Кройф Арена у Амстердамі (найбільший в Нідерландах) та Філіпс у Ейндговені були недоступні через заплановані концерти на цих стадіонах.
| Роттердам Енсхеде | Роттердам      | Енсхеде        |
| ----------------- | -------------- | -------------- |
| Роттердам Енсхеде | Де Кейп        | Гролс Весте    |
| Роттердам Енсхеде | Вміщує: 51 117 | Вміщує: 30 206 |
| Роттердам Енсхеде |                |                |

## Жеребкування
Півфінальні пари були визначені відкритим жеребкуванням 25 січня 2023 о 12:00 (11:00 CET) у штаб-квартирі УЄФА у  Ньйоні. Перші дві команди, що випадуть  під час жеребкування, потрапляють до пари A, а дві наступні — до пари B. Команда господар разом із суперником потрапляє до півфіналу 1 і є в ньому адміністративним господарем (незалежно від жеребкування), а адміністративним господарем у фіналі та матчі за 3-є місце буде команда, яка пройшла з півфіналу 1.

## Склади команд
Кожна збірна повинна заявити склад з 23 гравців, троє з яких повинні бути воротарями, не менш ніж за 10 днів до першого матчу змагання. Якщо гравець отримає травму чи серйозно захворіє, що зашкодить його участі у турнірі до першого матчі його команди, його можна замінити іншим гравцем.

## Турнірна сітка
|  | Півфінали             | Півфінали      |                       |       | Фінал | Фінал |
|  |                       |                |                       |       |       |       |
|  | 14 червня — Роттердам |                |                       |       |       |       |
|  |                       |                |                       |       |       |       |
|  | Нідерланди            | 2              |                       |       |       |       |
|  | Нідерланди            | 2              | 18 червня — Роттердам |       |       |       |
|  | Хорватія (дч)         | 4              |                       |       |       |       |
|  | Хорватія (дч)         | 4              | Хорватія              | 0 (4) |       |       |
|  | 15 червня — Енсхеде   |                | Хорватія              | 0 (4) |       |       |
|  |                       | Іспанія (пен.) | 0 (5)                 |       |       |       |
|  | Іспанія               | Іспанія (пен.) | 0 (5)                 | 2     |       |       |
|  | Іспанія               |                |                       | 2     |       |       |
|  | Італія                | 1              |                       |       |       |       |
|  | Італія                | 1              | Матч за 3-тє місце    |       |       |       |
|  |                       |                |                       |       |       |       |
|  | 18 червня — Енсхеде   |                |                       |       |       |       |
|  |                       |                |                       |       |       |       |
|  | Нідерланди            | 2              |                       |       |       |       |
|  | Нідерланди            | 2              |                       |       |       |       |
|  | Італія                | 3              |                       |       |       |       |

Час вказано у EEST (київський час; UTC+3), а у дужках вказано місцевий час у CEST (UTC+2).

## Півфінали

### Нідерланди–Хорватія
| 14 червня 2023 21:45 (20:45 CEST) |

| Нідерланди               | 2–4 (д.ч.) | Хорватія                                                                |
| ------------------------ | ---------- | ----------------------------------------------------------------------- |
| - Мален 34' - Ланг 90+6' | Протокол   | - Крамарич 55' (пен.) - Пашалич 72' - Петкович 98' - Модрич 116' (пен.) |

| Де Кейп, Роттердам Глядачів: 39 359 Арбітр: Іштван Ковач (Румунія) |

| Нідерланди | Хорватія |

| ВР               | 1  | Джастін Бейло        |      |      |
| ЗХ               | 22 | Дензел Дюмфріс       |      | 85'  |
| ЗХ               | 12 | Лютсарел Гертрейда   |      |      |
| ЗХ               | 4  | Вірджил ван Дейк (к) |      |      |
| ЗХ               | 5  | Натан Аке            |      | 106' |
| ПЗ               | 6  | Матс Віффер          |      | 75'  |
| ПЗ               | 20 | Тен Копмейнерс       | 93'  |      |
| ПЗ               | 21 | Френкі де Йонг       | 38'  |      |
| НП               | 18 | Доніелл Мален        |      | 75'  |
| НП               | 9  | Коді Гакпо           |      | 106' |
| НП               | 11 | Хаві Сімонс          |      | 64'  |
| Заміни:          |    |                      |      |      |
| НП               | 19 | Ваут Веггорст        |      | 64'  |
| ПЗ               | 8  | Джорджиньо Вейналдум |      | 75'  |
| НП               | 7  | Стевен Бергвейн      |      | 75'  |
| НП               | 10 | Ноа Ланг             |      | 85'  |
| ПЗ               | 15 | Мартен де Рон        |      | 106' |
| ЗХ               | 16 | Тайрелл Маласія      | 116' | 106' |
| Головний тренер: |    |                      |      |      |
| Роналд Куман     |    |                      |      |      |

| ВР               | 1  | Доминик Ливакович | 90+1' |      |
| ЗХ               | 22 | Йосип Юранович    |       | 78'  |
| ЗХ               | 6  | Йосип Шутало      |       | 91'  |
| ЗХ               | 21 | Домагой Віда      |       |      |
| ЗХ               | 14 | Іван Перишич      |       |      |
| ПЗ               | 11 | Марцело Брозович  | 64'   |      |
| ПЗ               | 10 | Лука Модрич (к)   |       | 119' |
| ПЗ               | 8  | Матео Ковачич     | 17'   | 85'  |
| НП               | 15 | Маріо Пашалич     | 24'   |      |
| НП               | 16 | Лука Іванушець    |       | 78'  |
| НП               | 9  | Андрей Крамарич   |       | 90'  |
| Заміни:          |    |                   |       |      |
| ПЗ               | 13 | Никола Влашич     |       | 78'  |
| ЗХ               | 2  | Йосип Станішич    |       | 78'  |
| ПЗ               | 7  | Ловро Маєр        |       | 85'  |
| ЗХ               | 5  | Мартін Ерлич      |       | 90'  |
| НП               | 17 | Бруно Петкович    |       | 91'  |
| ЗХ               | 3  | Борна Баришич     |       | 119' |
| Головний тренер: |    |                   |       |      |
| Златко Далич     |    |                   |       |      |

| Гравець матчу: Лука Модрич (Хорватія) Помічники судді: Васіле Марінеску (Румунія) Овідіу Артене (Румунія) Четвертий арбітр: Халіл Умут Мелер (Туреччина) Відеоасистент арбітра: Бастіан Данкерт (Німеччина) Помічники відеоасистента арбітра: Серен Шторкс (Німеччина) |

### Іспанія–Італія
| 15 червня 2023 21:45 (20:45 CEST) |

| Іспанія                | 2–1      | Італія                |
| ---------------------- | -------- | --------------------- |
| - Піно 3' - Хоселу 88' | Протокол | - Іммобіле 11' (пен.) |

| Гролс Весте, Енсхеде Глядачів: 24 558 Арбітр: Славко Винчич (Словенія) |

| Іспанія | Італія |

| ВР                | 23 | Унаї Сімон      |       |     |
| ЗХ                | 22 | Хесус Навас     |       |     |
| ЗХ                | 3  | Робен Ле Норман |       |     |
| ЗХ                | 14 | Емерік Лапорт   |       |     |
| ЗХ                | 18 | Жорді Альба (к) | 45+1' |     |
| ПЗ                | 16 | Родрі           |       |     |
| ПЗ                | 6  | Мікель Меріно   |       | 74' |
| НП                | 19 | Родріго         |       | 46' |
| ПЗ                | 9  | Гаві            | 57'   | 68' |
| НП                | 15 | Єремі Піно      |       | 74' |
| НП                | 7  | Альваро Мората  | 83'   | 84' |
| Заміни:           |    |                 |       |     |
| НП                | 10 | Марко Асенсіо   |       | 46' |
| ПЗ                | 11 | Серхіо Каналес  |       | 68' |
| ПЗ                | 8  | Фабіан Руїс     |       | 74' |
| НП                | 12 | Ансу Фаті       |       | 74' |
| НП                | 20 | Хоселу          |       | 84' |
| Тренер:           |    |                 |       |     |
| Луїс де ла Фуенте |    |                 |       |     |

| ВР              | 1  | Джанлуїджі Доннарумма |       |     |
| ЗХ              | 13 | Рафаел Толой          |       |     |
| ЗХ              | 19 | Леонардо Бонуччі (к)  |       | 46' |
| ЗХ              | 15 | Франческо Ачербі      |       |     |
| ПЗ              | 2  | Джованні Ді Лоренцо   |       |     |
| ПЗ              | 7  | Давіде Фраттезі       |       | 76' |
| ПЗ              | 8  | Жоржиньйо             |       | 60' |
| ПЗ              | 18 | Ніколо Барелла        |       |     |
| ПЗ              | 4  | Леонардо Спінаццола   |       | 46' |
| НП              | 11 | Ніколо Дзаніоло       | 90+3' |     |
| НП              | 17 | Чіро Іммобіле         | 38'   | 60' |
| Заміни:         |    |                       |       |     |
| ЗХ              | 5  | Маттео Дарміан        |       | 46' |
| ЗХ              | 3  | Федеріко Дімарко      |       | 46' |
| НП              | 14 | Федеріко К'єза        |       | 60' |
| ПЗ              | 16 | Браян Крістанте       |       | 60' |
| ПЗ              | 6  | Марко Верратті        |       | 76' |
| Тренер:         |    |                       |       |     |
| Роберто Манчіні |    |                       |       |     |

| Гравець матчу: Родрі (Іспанія) Помічники судді: Томаж Кланчник (Словенія) Андраж Ковачич (Словенія) Четвертий арбітр: Ірфан Пельто (Боснія і Герцеговина) Відеоасистент арбітра: Нейц Кайтазович (Словенія) Помічники відеоасистента арбітра: Матей Юг (Словенія) |

## Матч за третє місце
| 18 червня 2023 16:00 (15:00 CEST) |

| Нідерланди                     | 2–3      | Італія                                  |
| ------------------------------ | -------- | --------------------------------------- |
| - Бергвейн 68' - Вейналдум 89' | Протокол | - Дімарко 6' - Фраттезі 20' - К'єза 72' |

| Гролс Весте, Енсхеде Глядачів: 21 292 Арбітр: Гленн Нюберг (Швеція) |

| Нідерланди | Італія |

| ВР           | 1  | Джастін Бейло        |       |     |
| ЗХ           | 22 | Дензел Дюмфріс       |       |     |
| ЗХ           | 12 | Лютсарел Гертрейда   |       | 46' |
| ЗХ           | 4  | Вірджил ван Дейк (c) |       |     |
| ЗХ           | 5  | Натан Аке            |       |     |
| ПЗ           | 6  | Матс Віффер          |       | 76' |
| ПЗ           | 21 | Френкі де Йонг       |       |     |
| ПЗ           | 11 | Хаві Сімонс          |       | 63' |
| НП           | 18 | Доніелл Мален        |       | 46' |
| НП           | 9  | Коді Гакпо           |       |     |
| НП           | 10 | Ноа Ланг             |       | 46' |
| Заміни:      |    |                      |       |     |
| НП           | 7  | Стевен Бергвейн      |       | 46' |
| ПЗ           | 8  | Джорджиньо Вейналдум |       | 46' |
| НП           | 19 | Ваут Веггорст        | 90+5' | 46' |
| ПЗ           | 20 | Тен Копмейнерс       |       | 63' |
| ПЗ           | 17 | Джої Веерман         |       | 76' |
| Тренер:      |    |                      |       |     |
| Роналд Куман |    |                      |       |     |

| ВР              | 1  | Джанлуїджі Доннарумма (c) |       |     |
| ЗХ              | 13 | Рафаел Толой              |       |     |
| ЗХ              | 15 | Франческо Ачербі          | 90+5' |     |
| ЗХ              | 23 | Алессандро Буонджорно     |       |     |
| ЗХ              | 3  | Федеріко Дімарко          | 34'   | 74' |
| ПЗ              | 7  | Давіде Фраттезі           |       |     |
| ПЗ              | 16 | Браян Крістанте           |       |     |
| ПЗ              | 6  | Марко Верратті            |       | 85' |
| НП              | 20 | Вілфрід Ньйонто           |       | 63' |
| НП              | 9  | Матео Ретегі              |       | 85' |
| НП              | 22 | Джакомо Распадорі         |       | 63' |
| Заміни:         |    |                           |       |     |
| НП              | 14 | Федеріко К'єза            |       | 63' |
| ПЗ              | 11 | Ніколо Дзаніоло           |       | 63' |
| ЗХ              | 4  | Леонардо Спінаццола       |       | 74' |
| ПЗ              | 18 | Ніколо Барелла            | 90+2' | 85' |
| ПЗ              | 10 | Лоренцо Пеллегріні        |       | 85' |
| Тренер:         |    |                           |       |     |
| Роберто Манчіні |    |                           |       |     |

| Гравець матчу: Федеріко Дімарко (Італія) Помічники судді: Махбод Бейджі (Швеція) Андреас Седерквіст (Швеція) Четвертий арбітр: Крісто Тогвер (Естонія) Відеоасистент арбітра: Бартош Франковський (Польща) Помічники відеоасистента арбітра: Павел Пскіт (Польща) |

## Фінал
| 18 червня 2023 20:45 |

| Хорватія                                                 | 0–0      | Іспанія                                                  |
| -------------------------------------------------------- | -------- | -------------------------------------------------------- |
|                                                          | Протокол |                                                          |
|                                                          | Пенальті |                                                          |
| - Влашич - Брозович - Модрич - Маєр - Перишич - Петкович | 4–5      | - Хоселу - Родрі - Меріно - Асенсіо - Лапорт - Карвахаль |

| Де Кейп, Роттердам Глядачів: 41 110 Арбітр: Фелікс Цваєр (Німеччина) |

| Хорватія | Іспанія |

| ВР           | 1  | Доминик Ливакович |       |       |
| ЗХ           | 22 | Йосип Юранович    |       | 112'  |
| ЗХ           | 6  | Йосип Шутало      |       |       |
| ЗХ           | 5  | Мартін Ерлич      |       |       |
| ЗХ           | 14 | Іван Перишич      |       |       |
| ПЗ           | 11 | Марцело Брозович  |       |       |
| ПЗ           | 10 | Лука Модрич (к)   |       |       |
| ПЗ           | 8  | Матео Ковачич     |       |       |
| НП           | 15 | Маріо Пашалич     |       | 61'   |
| НП           | 16 | Лука Іванушець    |       | 78'   |
| НП           | 9  | Андрей Крамарич   |       | 90+1' |
| Заміни:      |    |                   |       |       |
| НП           | 17 | Бруно Петкович    | 90+2' | 61'   |
| ПЗ           | 13 | Никола Влашич     |       | 78'   |
| ПЗ           | 7  | Ловро Маєр        |       | 90+1' |
| ЗХ           | 2  | Йосип Станішич    |       | 112'  |
| Тренер:      |    |                   |       |       |
| Златко Далич |    |                   |       |       |

| ВР                | 23 | Унаї Сімон        |     |     |
| ЗХ                | 22 | Хесус Навас       |     | 97' |
| ЗХ                | 3  | Робен Ле Норман   |     | 78' |
| ЗХ                | 14 | Емерік Лапорт     |     |     |
| ЗХ                | 18 | Жорді Альба (к)   |     |     |
| ПЗ                | 16 | Родрі             | 97' |     |
| ПЗ                | 8  | Фабіан Руїс       |     | 78' |
| НП                | 10 | Марко Асенсіо     |     |     |
| НП                | 9  | Гаві              | 81' | 87' |
| НП                | 15 | Єремі Піно        |     | 66' |
| НП                | 7  | Альваро Мората    |     | 66' |
| Заміни:           |    |                   |     |     |
| НП                | 12 | Ансу Фаті         |     | 66' |
| НП                | 20 | Хоселу            |     | 66' |
| ПЗ                | 6  | Мікель Меріно     |     | 78' |
| ЗХ                | 4  | Начо              | 96' | 78' |
| НП                | 21 | Дані Ольмо        |     | 87' |
| ЗХ                | 2  | Данієль Карвахаль |     | 97' |
| Тренер:           |    |                   |     |     |
| Луїс де ла Фуенте |    |                   |     |     |

| Гравець матчу: Марцело Брозович (Хорватія) Помічники судді: Штефан Лупп (Німеччина) Марко Ахмюллер (Німеччина) Четвертий арбітр: Іван Кружляк (Словаччина) Відеоасистент арбітра: Марко Фріц (Німеччина) Помічники відеоасистента арбітра: Свен Яблонскі (Німеччина) Стюарт Аттвелл (Англія) |